# Notholmen (vid Jussarö, Raseborg)
Notholmen är en ö i Finland. Den ligger i Finska viken och i kommunen Raseborg i landskapet Nyland, i den södra delen av landet. Ön ligger omkring 88 kilometer väster om Helsingfors.
Öns area är 7,3 hektar och dess största längd är 450 meter i nord-sydlig riktning.